# Alexander Bugera
Alexander Bugera est un ancien footballeur allemand reconverti entraîneur, né le 8 août 1978 à Amberg en Allemagne. Il a évolué dans sa carrière comme arrière gauche au Bayern Munich, SpVgg Unterhaching, MSV Duisbourg et au FC Kaiserslautern.

## Carrière

### Clubs
| Saison      | Club              | Pays         | Championnat        | Coupes nationales | Coupes d’Europe |
| ----------- | ----------------- | ------------ | ------------------ | ----------------- | --------------- |
| 1997 - 1998 | Bayern Munich     | Bundesliga   | 1 match            | -                 | -               |
| 1998 - 1999 | Bayern Munich     | Bundesliga   | 2 matchs           | -                 | -               |
| 1998 - 1999 | MSV Duisbourg     | Bundesliga   | 13 matchs / 1 but  | -                 | -               |
| 1999 - 2000 | MSV Duisbourg     | Bundesliga   | 12 matchs / 1 but  | -                 | -               |
| 2000 - 2001 | Unterhaching      | Bundesliga   | 7 matchs           | -                 | -               |
| 2001 - 2002 | Unterhaching      | Bundesliga 2 | 25 matchs / 4 buts | 2 matchs          | -               |
| 2002 - 2003 | Bayern Munich     | Bundesliga   | -                  | -                 | -               |
| 2003 - 2004 | MSV Duisbourg     | Bundesliga 2 | 33 matchs / 9 buts | 4 matchs          | -               |
| 2004 - 2005 | MSV Duisbourg     | Bundesliga 2 | 33 matchs / 3 buts | 2 matchs          | -               |
| 2005 - 2006 | MSV Duisbourg     | Bundesliga   | 23 matchs / 1 but  | 2 matchs          | -               |
| 2006 - 2007 | MSV Duisbourg     | Bundesliga 2 | 34 matchs          | 1 match           | -               |
| 2007 - 2008 | FC Kaiserslautern | Bundesliga 2 | 11 matchs          | 2 matchs          | -               |
| 2008 - 2009 | FC Kaiserslautern | Bundesliga 2 | 21 matchs          | -                 | -               |
| 2009 - 2010 | FC Kaiserslautern | Bundesliga 2 | 33 matchs / 1 but  | 3 matchs          | -               |
| 2010 - 2011 | FC Kaiserslautern | Bundesliga   | 12 matchs          | 4 matchs          | -               |
| 2011 - 2012 | FC Kaiserslautern | Bundesliga   | 20 matchs / 1 but  | 2 matchs          | -               |

## Palmarès
- Bayern Munich
  - Vainqueur de la Bundesliga en 1999. (2 matchs disputés)
- FC Kaiserslautern
  - Vainqueur de la Bundesliga 2 en 2010.